# Appleseed EX
Appleseed EX (アップルシード エクス) est un jeu vidéo d'action-aventure de types beat them all et tir à la troisième personne sorti le 15 février 2007 sur PlayStation 2, uniquement au Japon. Le jeu a été développé par DreamFactory et édité par Sega. Il s'agit de la deuxième adaptation en jeu vidéo du manga Appleseed créé par Masamune Shirow ; celle-ci reprend principalement l'anime Appleseed, tout en intégrant des éléments d'Appleseed Ex Machina.

## Système de jeu
Le joueur contrôle alternativement les officiers eS.W.A.T. Deunan Knute et Briareos Hecatonchires. Le jeu propose la visite de différents lieux, avec des phases de recherche et d'action durant lesquelles le joueur affronte ses adversaires soit en les combattant au corps-à-corps, soit en leur tirant dessus. Il peut passer d'un personnage à l'autre en dirigeant le premier sur le second puis en appuyant sur la touche O lorsqu'il y est invité.

## Développement
Le 21 mai 2006, Sega dévoile le développement d'Appleseed EX avec l'ouverture d'un site internet dédié au futur titre, sur lequel il est indiqué qu'il s'agira d'un jeu d'action mélangeant scènes de combat et de tir à l'arme à feu ; le développement sera effectué par DreamFactory. Il est également mentionné que le jeu sortira en septembre 2006 et comportera des sènes cinématiques exclusives incluant la distribution de l'anime produit par John Woo, Appleseed Ex Machina, alors en développement et dont la sortie est prévue pour 2017.
Le 15 juin 2006, Sega annonce que la sortie du jeu, prévue précisément le 28 septembre 2006, sera accompagnée d'une édition limitée,. La date de sortie est finalement retardée de cinq mois mais demeure antérieure à celle de l'anime.

## Édition limitée
Le coffret en édition limitée, appelé Appleseed EX: Deunan Knute ou Appleseed EX Machina -- Deunan Knute, est sorti le même jour que la version standard, le 15 février 2007 ; il est proposé à 11 550 yens (environ 100 euros), contre 7 140 yens pour l'édition classique (soit environ 60 euros). En plus du jeu, celui-ci comprend une figurine à l'échelle 1/8 de l'officier Deunan Knute ainsi qu'une réédition des Side A & Side B du manga original, soit 328 pages dans un format élargi (B6). 